# Карлівське водосховище
Ка́рлівське водосхо́вище — водосховище на річці Вовча (басейн річок Самара, Дніпро) розташоване в Покровському районі Донецької області, Україна. Найближчий населений пункт Карлівка.
Водосховище було створено 1933 року як складова системи «Канал Дніпро — Донбас» для постачання питної й технічної води з Дніпра. Будівництво каналу було законсервовано 1996 року.
Площа водного дзеркала становить 2,52 км². На червень 2021 року проведений аналіз стану водних об'єктів та забезпеченості водними ресурсами в суббасейні річки Сіверський Донець показав, що об'єм Карлівського водосховища (питне водопостачання, зрошення) при нормальному підпорному рівні (НПР) складає 10,62 млн м³. На кінець червня 2021 року об'єм водосховища склав 9,83 млн м³ (92,6 % від НПР) при середніх скидах в нижній б'єф 0,76 м³/с. Скиди впродовж місяця здійснювались в межах 0,23 — 1,18 м³/с. Об'єм скиду (водовіддача водосховища) склав 1,96 млн м³. За червень об'єм водосховища зменшився на 0,442 млн м³.
З Карлівського водосховища вода надходить майже до половини населених пунктів Донецької області, в тому числі до міст Курахове, Селидове, Новогродівка, Покровськ, Мирноград та інших.
7 червня 2014 року проросійські терористи захопили водосховище та, погрожуючи застосувати силу, вимагали від працівників відкрити шлюзи, це могло б призвести до затоплення шести населених пунктів, однак це їм повністю здійснити не вдалося.
У жовтні 2014 року українські збройні сили, задіяні в АТО, беруть участь у відновлювальних роботах на Карлівському водосховищі та контролюють подачу води в Покровський район Донецької області.
Станом на вересень 2022 року Карлівське водосховище перебувало на межі вичерпання, а вода в громади подавалася зі значними перебоями.
Від початку російського вторгнення в Україну російські окупанти постійно обстрілювали с. Карлівку, завдаючи ударів саме по греблі. 25 травня 2023 року, згідно з повідомленням голови Донецької ОВА, російські війська зруйнували дамбу Карлівського водосховища у Донецькій області — під загрозою підтоплення опинилися селища Галицинівка, Желанне-1 та Желанне-2. 26 травня 2023 було підтоплено 6 домоволодінь та евакуйовано 26 осіб з села Галицинівка.